# Popis autocesta u Njemačkoj
Njemačke autoceste su označene velikim slovom A i brojčanom oznakom na plavoj podlozi. Sljedeće tablice prikazuje sve izgrađene autoceste u Njemačkoj.

## A 1 – A 9
| Oznaka | Naziv                           | Dionica | Savezne države kroz koje prolazi autocesta                                                              | Dužina (km) | karta |
| ------ | ------------------------------- | --- | --- | ----------- | ----- |
|        | Hansalinie, Vogelfluglinie      | (Puttgarden) – Heiligenhafen – Oldenburg in Holstein – Lübeck – Hamburg – Bremen – Osnabrück – Münster – Hamm – Dortmund – Leverkusen – Köln – Blankenheim Daun – Trier – Saarbrücken                                             | Schleswig-Holstein, Hamburg, Donja Saska, Bremen, Sjeverna Rajna-Vestfalija, Porajnje-Falačka, Saarland | 732         |       |
|        | "Warschauer Allee"              | Čvor Oberhausen – Gladbeck – Gelsenkirchen – Dortmund – Hamm – Bielefeld – Herford – Hannover – Braunschweig – Magdeburg - Čvor Werder                                                                                            | Sjeverna Rajna-Vestfalija, Donja Saska, Saska-Anhalt, Brandenburg                                       | 486         |       |
|        |                                 | Nizozemska – Elten – Wesel – Oberhausen – Duisburg – Düsseldorf – Leverkusen – Köln – Čvor Dernbach – Wiesbaden – Frankfurt am Main – Aschaffenburg – Würzburg – Nürnberg – Regensburg – Deggendorf – Passau – Pocking – Austrija | Sjeverna Rajna-Vestfalija, Porajnje-Falačka, Hessen, Bavarska, Baden-Württemberg                        | 778         |       |
|        |                                 | Belgija – Aachen – Köln – Gummersbach – Olpe – Krombach Čvor Kirchheimer – Eisenach – Erfurt – Weimar – Jena – Gera – Chemnitz – Čvor Nossen – Dresden – Bautzen – Görlitz – Poljska                                              | Sjeverna Rajna-Vestfalija, Hessen, Tiringija, Saska                                                     | 616         |       |
|        | dio autoceste HaFraBa           | Čvor Hattenbacher – Frankfurt am Main – Darmstadt – Heidelberg – Karlsruhe – Offenburg/Straßburg – Freiburg (Breisgau) – Weil am Rhein – Švicarska                                                                                | Hessen, Baden-Württemberg                                                                               | 442         |       |
|        | Via Carolina                    | Francuska – Saarbrücken – Kaiserslautern – Mannheim – Heilbronn – Čvor Feuchtwangen/Crailsheim – Nürnberg – Amberg – Čvor Oberpfälzer Wald – Waidhaus – Češka                                                                     | Saarland, Porajnje-Falačka, Hessen, Baden-Württemberg, Bavarska                                         | 457         |       |
|        | djelomično dio autocesteHaFraBa | Danska – Handewitt – Flensburg – Neumünster – Hamburg – Hannover – Göttingen – Kassel – Čvor Hattenbacher – Fulda – Würzburg – Čvor Feuchtwangen/Crailsheim – Ulm – Kempten – Nesselwang – (Füssen) – Austrija                    | Schleswig-Holstein, Hamburg, Donja Saska, Hessen, Bavarska, Baden-Württemberg                           | 963         |       |
|        |                                 | Luksemburg – Perl – Saarlouis – Neunkirchen – Pirmasens Karlsruhe – Stuttgart – Ulm – Augsburg – München << A99 oko Münchena >> – Bad Reichenhall/Piding – Austrija                                                               | Saarland, Porajnje-Falačka, Baden-Württemberg, Bavarska                                                 | 497         |       |
|        |                                 | Čvor Potsdam – Dessau – Leipzig – Hof – Bayreuth – Nürnberg – Ingolstadt – München | Brandenburg, Saska-Anhalt, Saska, Tiringija, Bavarska                                                   | 529         |       |

## A 10 – A 19
| Oznaka | Naziv         | Dionica | Savezne države kroz koje prolazi autocesta                                | Dužina (km) | karta |
| ------ | ------------- | --- | ------------------------------------------------------------------------- | ----------- | ----- |
|        | Berliner Ring | Čvor Schwanebeck – Čvor Spreeau – Čvor Schönefelder – Čvor Nuthetal – Čvor Potsdam – Čvor Werder – Čvor Havelland – Čvor Oranienburg – Čvor Pankow – Čvor Schwanebeck | Brandenburg, Berlin                                                       | 196         |       |
|        |               | Čvor Schwanebeck – Finowfurt – Čvor Uckermark – Penkun – Poljska | Mecklenburg-Zapadno Pomorje, Brandenburg                                  | 110         |       |
|        |               | Čvor Spreeau – Frankfurt na Odri – Poljska | Brandenburg                                                               | 58          |       |
|        |               | Čvor Schönefelder – Čvor Spreewald – Großräschen – Dresden | Brandenburg, Saska                                                        | 152         |       |
|        |               | Wismar – (U izgradnji) – Schwerin – Čvor Schwerin Magdeburg – Stassfurt – Halle – Leipzig – Čvor Nossen                                                               | Mecklenburg-Zapadno Pomorje, Saska-Anhalt, Saska, Brandenburg (Planirano) | 248         |       |
|        |               | Čvor Spreewald – Cottbus – Forst – Poljska | Brandenburg                                                               | 64          |       |
|        |               | Dresden – Pirna – Bad Gottleuba – Češka | Saska                                                                     | 45          |       |
|        |               | Čvor Wittstock/Dosse – Rostock | Mecklenburg-Zapadno Pomorje                                               | 124         |       |

## A 20 – A 29
| Oznaka | Naziv               | Dionica | Savezne države kroz koje prolazi autocesta                                            | Dužina (km) | karta     |
| ------ | ------------------- | --- | ------------------------------------------------------------------------------------- | ----------- | --------- |
|        | Ostseeautobahn      | (Stade – Neumünster – Bad Segeberg) – Lübeck – Čvor Wismar - Čvor Rostock – Grimmen – Greifswald – Neubrandenburg – Čvor Uckermark | Donja Saska (planirano), Schleswig-Holstein, Mecklenburg-Zapadno Pomorje, Brandenburg | 323         |           |
|        |                     | (Kiel) – Bad Segeberg – Bargteheide – (Geesthacht – Lüneburg – Handorf – Čvor Egestorf)                                            | Schleswig-Holstein, Donja Saska (Planirano)                                           | 52          |           |
|        | Westküstenautobahn  | Heide – Itzehoe – Pinneberg – Hamburg                                                                                              | Schleswig-Holstein, Hamburg                                                           | 87          |           |
|        |                     | Hamburg – Schwerin – Wittstock – Čvor Havelland                                                                                    | Hamburg, Schleswig-Holstein, Mecklenburg-Zapadno Pomorje, Brandenburg                 | 239         |           |
|        | Marschenlinie       | Hamburg – Geesthacht | Hamburg, Schleswig-Holstein                                                           | 14          |           |
|        | Niederelbe-Autobahn | (Drochtersen) – Stade – Horneburg – (Hamburg)                                                                                      | Donja Saska, Hamburg                                                                  | 50          | Planirano |
|        | Schellfischlinie    | Cuxhaven – Bremerhaven – Bremen – Walsrode                                                                                         | Donja Saska, Bremen                                                                   | 162         | Planirano |
|        |                     | Leer – Westerstede – Oldenburg – Delmenhorst – (Bremen)                                                                            | Donja Saska                                                                           | 92          |           |
|        |                     | Wilhelmshaven – Oldenburg – Čvor Ahlhorner Heide                                                                                   | Donja Saska                                                                           | 93          |           |

## A 30 – A 39
| Oznaka | Naziv                                    | Dionica                                                                          | Savezne države kroz koje prolazi autocesta          | Dužina (km) | karta |
| ------ | ---------------------------------------- | -------------------------------------------------------------------------------- | --------------------------------------------------- | ----------- | ----- |
|        |                                          | Nizozemska – Rheine – Ibbenbüren – Osnabrück – Bad Oeynhausen                    | Sjeverna Rajna-Vestfalija, Donja Saska              | 129         |       |
|        | Emslandautobahn, "Friesenspieß"          | Emden – Leer – Lingen – Schüttorf – Gronau – Gladbeck – Bottrop                  | Donja Saska, Sjeverna Rajna-Vestfalija              | 241         |       |
|        | Teutoburger-Wald-Autobahn, Senneautobahn | Osnabrück – Borgholzhausen Bielefeld – Paderborn – Čvor Wünnenberg/Haaren        | Sjeverna Rajna-Vestfalija, Donja Saska              | 75          |       |
|        | Messeschnellweg Hannover                 | Burgdorf – Hannover – Misburg Hannover Messe – Čvor Hannover-Süd                 | Donja Saska                                         | 11          |       |
|        | Südharzautobahn                          | Göttingen – Nordhausen – Sangerhausen – Halle – Leipzig                          | Donja Saska, Hessen, Tiringija, Saska-Anhalt, Saska | 219         |       |
|        | Salzgitter-Autobahn                      | (Hamburg – Lüneburg – Bad Bevensen) – Wolfsburg – Braunschweig – Čvor Salzgitter | Donja Saska                                         | 57          |       |
|        | Masch(e)ner Autobahn                     | Maschener Kreuz – Lüneburg                                                       | Donja Saska                                         | 28          |       |

## A 40 – A 49
| Oznaka | Naziv               | Dionica | Savezne države kroz koje prolazi autocesta  | Dužina (km)       | karta |
| ------ | ------------------- | --- | ------------------------------------------- | ----------------- | ----- |
|        | Ruhrschnellweg      | Venlo – Moers – Duisburg – Mülheim an der Ruhr – Essen – Gelsenkirchen – Bochum – Dortmund – Bundesstraße 1 | Sjeverna Rajna-Vestfalija                   | 94                |       |
|        | Emscherschnellweg   | Kamp-Lintfort – Duisburg – Oberhausen – Bottrop – Gelsenkirchen – Herne – Castrop-Rauxel – Dortmund | Sjeverna Rajna-Vestfalija                   | 58                |       |
|        |                     | Münster – Marl – Recklinghausen – Herne – Bochum – Witten – Wuppertal | Sjeverna Rajna-Vestfalija                   | 95                |       |
|        | DüBoDo/Hellweglinie | Belgija – Aachen – Jackerath Čvor Holz – Mönchengladbach – Odenkirchen Mönchengladbach – Willich – Düsseldorf – Ratingen Heiligenhaus – Velbert – Essen (Između Velbert-Langenberga i Essen-Kupferdreha kao Bundesstaße 227n Bochum – Witten Dortmund – Unna – Werl – Soest – Kassel – (Eisenach) | Sjeverna Rajna-Vestfalija, Hessen           | 266               |       |
|        | Sauerlandlinie      | Dortmund – Siegen – Wetzlar – Hanau – Aschaffenburg | Sjeverna Rajna-Vestfalija, Hessen, Bavarska | 257               |       |
|        | Wupperschnellweg    | Heinsberg – Grevenbroich – Neuss – Düsseldorf – Hilden – Wuppertal Hagen – Iserlohn – Hemer – (Menden) – Arnsberg – Bestwig – (Brilon) | Sjeverna Rajna-Vestfalija                   | 133               |       |
|        |                     | Čvor Vulkaneifel – Koblenz – Čvor Dernbach | Porajnje-Falačka                            | 79                |       |
|        |                     | Kassel – Schwalmstadt – (planiran nastavak prema A5 Gemünden (Felda)) | Hessen                                      | 45 (87 planirano) |       |

## A 50 – A 59
| Oznaka | Naziv                        | Dionica                                                                           | Savezne države kroz koje prolazi autocesta | Dužina (km)        | karta |
| ------ | ---------------------------- | --------------------------------------------------------------------------------- | ------------------------------------------ | ------------------ | ----- |
|        |                              | (Roermond) – Mönchengladbach – Düsseldorf – Essen Gladbeck – Gelsenkirchen – Marl | Sjeverna Rajna-Vestfalija                  | 88 (109 planirano) |       |
|        | Trans-Niederrhein-Magistrale | Goch – Moers – Krefeld – Kaarst – Neuss – Köln                                    | Sjeverna Rajna-Vestfalija                  | 128                |       |
|        |                              | Dinslaken – Duisburg Düsseldorf – Langenfeld – Leverkusen Köln – Troisdorf – Bonn | Sjeverna Rajna-Vestfalija                  | 70                 |       |

## A 60 – A 69
| Oznaka | Naziv                                   | Dionica | Savezne države kroz koje prolazi autocesta                     | Dužina (km) | karta |
| ------ | --------------------------------------- | --- | -------------------------------------------------------------- | ----------- | ----- |
|        | Eifel-Autobahn                          | Belgija – Winterspelt – Bitburg – Wittlich Bingen – Mainz – Rüsselsheim                                                                                 | Porajnje-Falačka, Hessen                                       | 83          |       |
|        |                                         | Nizozemska – Viersen – Mönchengladbach – Bergheim – Swisttal/Euskirchen – Bad Neuenahr-Ahrweiler – Koblenz – Worms – Ludwigshafen am Rhein – Hockenheim | Sjeverna Rajna-Vestfalija, Porajnje-Falačka, Baden-Württemberg | 331         |       |
|        |                                         | Nonnweiler – Landstuhl – Pirmasens | Porajnje-Falačka, Saarland                                     | 79          |       |
|        |                                         | Mainz – Kaiserslautern | Porajnje-Falačka                                               | 73          |       |
|        |                                         | Trier – Luksemburg | Porajnje-Falačka                                               | 14          |       |
|        |                                         | Ludwigshafen am Rhein – Neustadt – Landau – Kandel – Wörth am Rhein – Karlsruhe                                                                         | Porajnje-Falačka                                               | 60          |       |
|        | Rhein-Main-Schnellweg Kinzigtalautobahn | Eltville – Wiesbaden – Frankfurt-Höchst – Nordwestkreuz Frankfurt – Miquelallee Frankfurt-Enkheim – Hanau – Fulda                                       | Hessen                                                         | 121         |       |
|        |                                         | Rüsselsheim – Darmstadt – Viernheim | Hessen                                                         | 65          |       |

## A 70 – A 79
| Oznaka | Naziv                              | Dionica | Savezne države kroz koje prolazi autocesta | Dužina (km)         | karta |
| ------ | ---------------------------------- | --- | ------------------------------------------ | ------------------- | ----- |
|        | Maintalautobahn                    | Schweinfurt – Bamberg – Bayreuth                                                                                         | Bavarska                                   | 120                 |       |
|        | Thüringer-Wald-Autobahn            | (Sangerhausen) – Sömmerda – Erfurt – Arnstadt – Ilmenau – Suhl – Meiningen – Schweinfurt                                 | (Saska-Anhalt), Tiringija, Bavarska        | 183                 |       |
|        | Vogtlandautobahn                   | Čvor Bayerisches Vogtland/Hof – Plauen – Zwickau – Chemnitz – (Leipzig)                                                  | Bavarska, Saska                            | 123 (170 planirano) |       |
|        | Frankenschnellweg, Südwesttangente | Suhl – Schleusingen – Eisfeld – Coburg – Lichtenfels – Bad Staffelstein – Bamberg – Erlangen – Fürth – Nürnberg – Feucht | Tiringija, Bavarska                        | 157                 |       |

## A 80 – A 89
| Oznaka | Naziv            | Dionica                                                                                         | Savezne države kroz koje prolazi autocesta | Dužina (km) | karta |
| ------ | ---------------- | ----------------------------------------------------------------------------------------------- | ------------------------------------------ | ----------- | ----- |
|        | Bodenseeautobahn | Würzburg – Heilbronn – Stuttgart – Sindelfingen – Rottweil – Singen (Hohentwiel) – Gottmadingen | Bavarska, Baden-Württemberg                | 283         |       |

## A 90 – A 99
| Oznaka | Naziv                            | Dionica | Savezne države kroz koje prolazi autocesta | Dužina (km) | karta |
| ------ | -------------------------------- | --- | ------------------------------------------ | ----------- | ----- |
|        |                                  | Čvor München-Feldmoching – Čvor Neufahrn – Landshut – Deggendorf                                                                                     | Bavarska                                   | 134         |       |
|        | Ostbayernautobahn Inntalautobahn | Čvor Hochfranken – Hof – Weiden – Čvor Oberpfälzer Wald – Regensburg – Čvor Holledau Rosenheim/Čvor Inntal – Austrija                                | Bavarska                                   | 276         |       |
|        |                                  | München – Burghausen Malching – Kirchham | Bavarska                                   | 109         |       |
|        |                                  | München – Garmisch-Partenkirchen | Bavarska                                   | 69          |       |
|        |                                  | Lindau – Wangen – Memmingen – Landsberg – München | Bavarska, Baden-Württemberg                | 172         |       |
|        | Voralpenautobahn                 | Weil am Rhein – Lörrach – Rheinfelden – (Bad Säckingen) – Waldshut-Tiengen – (Jestetten – Schaffhausen) Singen (Hohentwiel) – Stockach               | Baden-Württemberg                          | 29          |       |
|        | Autobahnring München             | Čvor München-Süd-West – Čvor München-West – Čvor München-Allach – Čvor München-Feldmoching – Čvor München-Nord – Čvor München-Ost – Čvor München-Süd | Bavarska                                   | 54          |       |
|        | Eschenrieder Spange              | Čvor München-Allach – Čvor München-Eschenried | Bavarska                                   | 4           |       |

## A 100 – A 199
| Oznaka | Naziv                   | Dionica                                                                                                 | Savezne države kroz koje prolazi autocesta | Dužina (km) |
| ------ | ----------------------- | --- | ------------------------------------------ | ----------- |
|        | Berliner Stadtring      | Seestraße – Čvor Charlottenburg – Čvor Funkturm – Čvor Schöneberg – Čvor Neukölln – (Frankfurter Allee) | Berlin                                     | 22          |
|        | Westtangente Steglitz   | Saskadamm – Čvor Schöneberg – Wolfensteindamm/Schloßstraße                                              | Berlin                                     | 5           |
|        | Reinickendorf-Zubringer | Čvor Oranienburg – Čvor Charlottenburg                                                                  | Berlin, Brandenburg                        | 17          |
|        | Teltowkanal-Autobahn    | Čvor Neukölln – Čvor Schönefeld                                                                         | Berlin, Brandenburg                        | 19          |
|        | Pankow-Zubringer        | Čvor Pankow – Prenzlauer Promenade                                                                      | Berlin, Brandenburg                        | 7           |
|        | (AVUS)                  | Čvor> Funkturm – Potsdam – Čvor Nuthetal                                                                | Berlin, Brandenburg                        | 28          |
|        | Abzweig Treptow         | Čvor Treptow – Čvor Waltersdorf                                                                         | Berlin, Brandenburg                        | 5           |
|        | Westumfahrung Halle     | (Čvor Halle-Nord) – Halle-Neustadt – Čvor Halle-Süd                                                     | Saska-Anhalt                               | 22          |

## A 200 – A 299
| Oznaka | Naziv                         | Dionica                                     | Savezne države kroz koje prolazi autocesta | Dužina (km) | karta |
| ------ | ----------------------------- | ------------------------------------------- | ------------------------------------------ | ----------- | ----- |
|        |                               | Rendsburg – Kiel                            | Schleswig-Holstein                         | 27          |       |
|        |                               | Kiel – Čvor Bordesholm                      | Schleswig-Holstein                         | 17          |       |
|        | Abzweig Lübeck                | Čvor Bad Schwartau – Lübeck-Siems           | Schleswig-Holstein                         | 4           |       |
|        | Hafenquerspange               | Hamburg-Georgswerder – (Hamburg-Waltershof) | Hamburg                                    | 1,5         |       |
|        | Umgehung Harburg              | Hamburg-Harburg                             | Hamburg                                    | 4           |       |
|        | Abzweig Veddel                | Hamburg – Hamburg-Veddel                    | Hamburg                                    | 2           |       |
|        | Eckverbindung Hamburg-Harburg | Hamburg – Buchholz in der Nordheide         | Hamburg, Donja Saska                       | 7           |       |
|        | Anbindung Bremen-Nord         | Bremen                                      | Bremen                                     | 12          |       |
|        |                               | Bunde                                       | Donja Saska                                | 4           |       |
|        | Eckverbindung Bremen          | Bremen                                      | Bremen                                     | 7           |       |
|        | Stadtautobahn Oldenburg       | Čvor Oldenburg-Nord – Čvor Oldenburg-West   | Donja Saska                                | 7           |       |

## A 300 – A 399
| Oznaka | Naziv                     | Dionica                                                      | Savezne države kroz koje prolazi autocesta | Dužina (km) | karta |
| ------ | ------------------------- | ------------------------------------------------------------ | ------------------------------------------ | ----------- | ----- |
|        | Eckverbindung Hannover    | Čvor Hannover-Nord – Hannover-West                           | Donja Saska                                | 18          |       |
|        | Westtangente Braunschweig | Braunschweig-Wenden – Čvor Braunschweig-Südwest              | Donja Saska                                | 10          |       |
|        | Nordtangente Braunschweig | Braunschweig-Watenbüttel-Ost – Braunschweig-Hamburger Straße | Donja Saska                                | 3           |       |
|        | Harz-Highway              | Braunschweig – Wolfenbüttel – Vienenburg                     | Donja Saska                                | 42          |       |

## A 400 – A 499
| Oznaka | Naziv              | Dionica | Savezne države kroz koje prolazi autocesta | Dužina (km) |
| ------ | ------------------ | --- | ------------------------------------------ | ----------- |
|        |                    | (Hamm) – Werl – Arnsberg-Neheim – (Čvor Arnsberg-Neheim)                                                    | Sjeverna Rajna-Vestfalija                  | 13          |
|        |                    | Wetzlar-Nord – Aßlar – Wetzlar-Blasbach Wettenberg – Gießener Nordkreuz (Gießener Ring) – Reiskirchener Dr. | Hessen                                     | 17          |
|        | Osttangente Gießen | Gießener Nordkreuz – Linden – Gießener Südkreuz – Langgöns                                                  | Hessen                                     | 20          |

## A 500 – A 599
| Oznaka | Naziv                                     | Dionica                                                   | Savezne države kroz koje prolazi autocesta | Dužina (km) | karta |
| ------ | ----------------------------------------- | --------------------------------------------------------- | ------------------------------------------ | ----------- | ----- |
|        | Abzweig Oberhausen                        | Čvor Oberhausen – Oberhausen-Eisenheim                    | Sjeverna Rajna-Vestfalija                  | 5           |       |
|        |                                           | Čvor Breitscheid – Čvor Duisburg-Süd (Čvor Krefeld-Oppum) | Sjeverna Rajna-Vestfalija                  | 7           |       |
|        |                                           | Sonnborner Kreuz – Wuppertal-Dornap – Velbert – (Essen)   | Sjeverna Rajna-Vestfalija                  | 14          |       |
|        |                                           | Jüchen – Grevenbroich                                     | Sjeverna Rajna-Vestfalija                  | 7           |       |
|        |                                           | Monheim am Rhein – Langenfeld                             | Sjeverna Rajna-Vestfalija                  | 5           |       |
|        | Abzweig Aachen                            | Aachen-Europaplatz – Čvor Aachen                          | Sjeverna Rajna-Vestfalija                  | 4           |       |
|        |                                           | Čvor Bliesheim – Brühl                                    | Sjeverna Rajna-Vestfalija                  | 13          |       |
|        | Köln-Bonner Autobahn, Diplomaten-Rennbahn | Köln – Bonn                                               | Sjeverna Rajna-Vestfalija                  | 18          |       |
|        |                                           | Köln-Deutz – Čvor Gremberg – Čvor Köln-Porz               | Sjeverna Rajna-Vestfalija                  | 4           |       |
|        |                                           | Sankt Augustin – Siegburg – Hennef                        | Sjeverna Rajna-Vestfalija                  | 13          |       |
|        | Südbrücke Bonn                            | Bonn-Friesdorf – Čvor Bonn-Ost                            | Sjeverna Rajna-Vestfalija                  | 3           |       |
|        |                                           | Bonn – Meckenheim – Grafschaft                            | Sjeverna Rajna-Vestfalija                  | 31          |       |
|        | Abzweig Sinzig                            | Ehlingen – Čvor Sinzig                                    | Porajnje-Falačka                           | 3           |       |
|        | Abzweig Bad Neuenahr                      | Čvor Bad Neuenahr-Ahrweiler – Bad Neuenahr                | Porajnje-Falačka                           | 3           |       |

## A 600 – A 699
| Oznaka | Naziv                                   | Dionica                                                                                               | Savezne države kroz koje prolazi autocesta | Dužina (km) |
| ------ | --------------------------------------- | --- | ------------------------------------------ | ----------- |
|        | Abzweig Trier                           | Schweich – Trier                                                                                      | Porajnje-Falačka                           | 11          |
|        |                                         | Saarlouis – Saarbrücken                                                                               | Saarland                                   | 31          |
|        |                                         | Friedrichsthal – Saarbrücken                                                                          | Saarland                                   | 12          |
|        |                                         | Wiesbaden – Mainz                                                                                     | Hessen, Porajnje-Falačka                   | 8           |
|        | Wiesbadener Straße, Theodor-Heuss-Allee | Eschborner Dreieck – Westkreuz Frankfurt – Opel-Rondell                                               | Hessen                                     | 6           |
|        |                                         | Bad Dürkheim – Ludwigshafen                                                                           | Porajnje-Falačka                           | 12          |
|        |                                         | Mannheim – Heidelberg                                                                                 | Baden-Württemberg                          | 12          |
|        |                                         | Viernheim – Weinheim                                                                                  | Baden-Württemberg, Hessen                  | 6           |
|        | Taunusschnellweg, Osttangente Frankfurt | Oberursel – Bad Homburger Kreuz – Frankfurt-Riederwald – Offenbach na Majni – Egelsbach – (Darmstadt) | Hessen                                     | 40          |
|        | Süd-Main-Schnellweg                     | Wiesbaden – Mainz                                                                                     | Hessen                                     | 13          |
|        | Querspange Darmstadt                    | Griesheim – Darmstadt                                                                                 | Hessen                                     | 3           |

## A 800 – A 899
| Oznaka | Naziv                  | Dionica                                      | Savezne države kroz koje prolazi autocesta | Dužina (km) |
| ------ | ---------------------- | -------------------------------------------- | ------------------------------------------ | ----------- |
|        |                        | Stuttgart-Vaihingen – Čvor Stuttgart         | Baden-Württemberg                          | 2           |
|        | Freiburger Autobahn    | Umkirch – Freiburg im Breisgau – Kirchzarten | Baden-Württemberg                          | Planirano   |
|        | Querspange Rheinfelden | Karsau – Rheinfelden                         | Baden-Württemberg                          | 5           |
|        | Abzweig Donaueschingen | Donaueschingen – Čvor Bad Dürrheim           | Baden-Württemberg                          | 6           |

## A 900 – A 999
| Oznaka | Naziv                | Dionica                                        | Savezne države kroz koje prolazi autocesta | Dužina (km) |
| ------ | -------------------- | ---------------------------------------------- | ------------------------------------------ | ----------- |
|        | Abzweig Starnberg    | Čvor Starnberg – Percha                        | Bavarska                                   | 5           |
|        | Abzweig Waltenhofen  | Waltenhofen – Čvor Allgäu                      | Bavarska                                   | 5           |
|        | Autobahnring München | München-Giesing – Sauerlach – Čvor München-Süd | Bavarska                                   | 11          |